# لولیندو
روستای لولیندو یک روستا از توابع ناحیه انگورونگورو می باشد که در منطقه آروشا کشور تانزانیا واقع شده است .
این روستا که در همسایگی روستای واسسو می باشد نقش میزبانی را برای مراکز اداری ناحیه انگورنگورو را ایفا می کند .
روستای لولیندو در حال حاضر مقر کمیساریای منطقه ای ناحیه انگورونگورو می باشد . 